# Hodonín
Hodonín (tjekkisk udtale: [ˈɦodoɲiːn] ; tysk: Göding) er en by  i regionen Sydmæhren i Tjekkiet med omkring 24.000 indbyggere.

## Geografi
Hodonín ligger omkring 51 km sydøst for Brno, på grænsen til Slovakiet. Den ligger i et fladt landskab i dalen Dolnomoravský úval. Den ligger på højre bred af floden Morava, som her danner den tjekkisk-slovakiske grænse. Den vestlige kommunegrænse er dannet af Kyjovka-floden, som forsyner et sæt på otte damme.

## Historie
Slottet i Hodonín blev grundlagt engang i det 11. århundrede. Dokumentet fra 1046, som var den ældste omtale af slottet, er dog bevisligt en forfalskning.
Den første skriftlige troværdige omtale af Hodonín er fra 1169. I 1228 blev den en by. Under Trediveårskrigen blev byen alvorligt beskadiget, og befolkningstallet faldt. I det 18. århundrede blev et lokalt slot ombygget til en tobaksfabrik, hvis produktion hjalp med at genbefolke byen. Jernbanen til Hodonín blev bygget i 1841 og forlænget til Holíč i 1891.
Den nordlige del af  kommunens område, især landsbyen Pánov, plejehjem og Hodonín Zoo, blev alvorligt beskadiget af tornadoen i Sydmæhren i 2021.